# David Roberts (nadador)
David Evan Roberts (Llantwit Fardre, 25 de mayo de 1980) es un deportista británico que compitió en natación adaptada. Ganó 16 medallas en los Juegos Paralímpicos de Verano entre los años 2000 y 2008.

## Palmarés internacional
| Juegos Paralímpicos | Juegos Paralímpicos | Juegos Paralímpicos | Juegos Paralímpicos          |
| Año                 | Lugar               | Medalla             | Prueba                       |
| ------------------- | ------------------- | ------------------- | ---------------------------- |
| 2000                | Sídney (Australia)  | Medalla de oro      | 50 m libre S7                |
| 2004                | Sídney (Australia)  | Medalla de oro      | 100 m libre S7               |
| 2004                | Sídney (Australia)  | Medalla de oro      | 4 × 100 m libre (34 ptos.)   |
| 2004                | Sídney (Australia)  | Medalla de plata    | 100 m espalda S7             |
| 2004                | Sídney (Australia)  | Medalla de plata    | 400 m libre S7               |
| 2004                | Sídney (Australia)  | Medalla de plata    | 4 × 100 m estilos (34 ptos.) |
| 2004                | Sídney (Australia)  | Medalla de bronce   | 4 × 50 m libre (20 ptos.)    |
| 2004                | Atenas (Grecia)     | Medalla de oro      | 50 m libre S7                |
| 2004                | Atenas (Grecia)     | Medalla de oro      | 100 m libre S7               |
| 2004                | Atenas (Grecia)     | Medalla de oro      | 400 m libre S7               |
| 2004                | Atenas (Grecia)     | Medalla de oro      | 4 × 100 m libre (34 ptos.)   |
| 2004                | Atenas (Grecia)     | Medalla de plata    | 200 m estilos SM7            |
| 2008                | Pekín (China)       | Medalla de oro      | 50 m libre S7                |
| 2008                | Pekín (China)       | Medalla de oro      | 100 m libre S7               |
| 2008                | Pekín (China)       | Medalla de oro      | 400 m libre S7               |
| 2008                | Pekín (China)       | Medalla de oro      | 4 × 100 m libre (34 ptos.)   |